# Rifugio Forte dei Marmi
Il Rifugio Forte dei Marmi è un rifugio situato nel comune di Stazzema (LU), in località Alpe della Grotta, in una delle più celebri zone delle Alpi Apuane: sotto il torrione del monte Procinto, alle pendici dei monti Nona e Matanna, a 865 m s.l.m.
Il rifugio è di proprietà del CAI, sezione di Forte dei Marmi, che lo ha inaugurato nel 1966 nell'antica casa Gherardi, acquistata nel 1963 e ristrutturata. La terrazza panoramica è stata invece realizzata al posto della casa Viviani, anch'essa acquistata dalla sezione CAI. 
Il rifugio ha ricevuto il riconoscimento di "Esercizio consigliato dal Parco per le sue scelte eco-compatibili".

## Accessi
- Stazzema Località Croce, sentiero CAI n. 5 e n. 121 (varianti: 5bis, 6), 1 ora e 30 minuti
- Pomezzana, sentiero CAI n. 5 e n. 121, 1 ora e 30 minuti
- Rifugio Alto Matanna, sentiero CAI n. 5 e n. 121, 1 ora e 30 minuti
- Rifugio Del Freo, 3 ore e 30 minuti

## Ascensioni
- Monte Procinto - 1.177 m s.l.m., via ferrata, 1 ora e 30 minuti
- Monte Matanna - 1.317 m s.l.m., 1 ora e 30 minuti
- Monte Forato - 1.230 m s.l.m., 2 ore e 30 minuti
- Monte Nona - 1.297 m s.l.m., 1 ora e 30 minuti